# 幹事長
幹事長（かんじちょう）は、組織の役職名の一つ。組織内に関わる職務を行う役職のうち最高位。政党組織の場合、機能遂行のための執行機関として総裁や委員長などの党首とそれを支える幹事長や書記長、議決機関として総務、常議員、中央委員などの役職が置かれる。

## 日本の政党の幹事長

### 地位
もともと、おおよそ2000年頃までに結党された政党では、政党内に「中央執行委員会」「常任幹事会」のような最高意思決定の常設機関があり、幹事長はその組織の長、あるいは事務長であるという位置づけになっているのが通例であった。古い大政党でそのようになっていないのは、自由民主党幹事長である。自民党幹事長は、特定機関に付属するという位置付けではない。また、小政党では最高意思決定の常設機関自体がそもそも存在しないので、幹事長は独立した党内役職となっている。2000年以降に結成された諸政党も同様である。
幹事長職がナンバー2である場合は、「総裁を補佐し、党務を執行する。」（自由民主党党則8条1項）、「代表を補佐し、党務を統括する。」（公明党規約35条1項）、「代表を補佐して党務執行全般を統括する。」（立憲民主党規約16条2項）と、各党の規則にある通り、党首の職務執行を補佐し、かつ党務を掌握する。党務の中には、党の膨大な資金配分や、選挙の総指揮も含むことが多い。つまり「カネ」と「人事」を握っている。そのため、「副総裁」「副代表」「副委員長」「副党首」など一見ナンバーツーを想起させる役職よりも権限が大きく、真のナンバーツーであるといえる。とりわけ、政府与党で党首が内閣総理大臣に選出されている場合は、多忙な首相兼党首に代わり、党の全権を掌握することとなる。
また、党本部だけではなく地方組織、すなわち党県支部連合会・地方議会会派等にも「幹事長」の役職が設置されている。自由民主党、立憲民主党、国民民主党など大政党においては、都道府県連の代表には国会議員が就くのに対し、幹事長には地方議員が就任する事が多い。
外国語からの翻訳では、おおむね社会主義政党や革命志向政党については書記長、保守政党については幹事長と訳し分けることが多い。日本では1980年代以前に革新政党や中道政党が、幹事長に相当する役職名として「書記長」（おおむね「中央執行委員会」付き）を置き、対して自民党やその源流あるいは派生の保守政党は幹事長を置いていた。1990年代以降は、かつて書記長を置いていた党の直系の後継政党が書記長の代わりに幹事長を置く例が続いた（社会民主党・公明党など）。現在、政党要件を満たす党では日本共産党が書記局長を置く他は、幹事長または代表幹事を置くか、共同代表制などを取っている。
これまで与党第一党の幹事長は首相と同様全員衆議院議員で占められていた。しかし、2011年9月には民主党の幹事長に参議院議員会長の輿石東が就任（兼任）した。
幹事長の下に副幹事長を置く場合や、幹事長の筆頭補佐職として幹事長代理が置かれることもある。
| ナンバーワン | ナンバーツー | 政党・組織名     | 備考                             |
| ------------ | ------------ | ---------------- | -------------------------------- |
| 総裁         | 幹事長       | 立憲政友会       |                                  |
| 総裁         | 幹事長       | 立憲民政党       |                                  |
| 総裁         | 幹事長       | 日本自由党       | 吉田茂                           |
| 総裁         | 幹事長       | 日本進歩党       |                                  |
| 総裁         | 幹事長       | 民主党           |                                  |
| 総裁         | 幹事長       | 民主自由党       |                                  |
| 総裁         | 幹事長       | 自由党           | 吉田自由党                       |
| 総裁         | 幹事長       | 改進党           |                                  |
| 総裁         | 幹事長       | 日本自由党       | 鳩山自由党                       |
| 総裁         | 幹事長       | 日本民主党       | 鳩山一郎                         |
| 総裁         | 幹事長       | 自由民主党       |                                  |
| 党首         | 幹事長       | 新進党           |                                  |
| 党首         | 幹事長       | 太陽党           |                                  |
| 党首         | 幹事長       | 社会民主党       |                                  |
| 党首         | 幹事長       | 自由党           | 小沢一郎                         |
| 党首         | 幹事長       | 保守党           | 小沢自由党から分派、後の保守新党 |
| 党首         | 幹事長       | 次世代の党       |                                  |
| 党首         | 幹事長       | みんなでつくる党 |                                  |
| 党首         | 幹事長       | チームみらい     |                                  |
| 代表         | 幹事長       | 新自由クラブ     |                                  |
| 代表         | 幹事長       | 新党さきがけ     | 1996年から                       |
| 代表         | 幹事長       | 民政党           | 羽田孜                           |
| 代表         | 幹事長       | 民主党           | 1996-1998                        |
| 代表         | 幹事長       | 民主党           | 1998-2016                        |
| 代表         | 幹事長       | 民進党           |                                  |
| 代表         | 幹事長       | 国民民主党       | 2018-2020                        |
| 代表         | 幹事長       | 国民民主党       | 2020-                            |
| 代表         | 幹事長       | 公明党           | 1998年から                       |
| 代表         | 幹事長       | 保守新党         |                                  |
| 代表         | 幹事長       | 国民新党         |                                  |
| 代表         | 幹事長       | 新党日本         |                                  |
| 代表         | 幹事長       | 改革クラブ       | 後の新党改革                     |
| 代表         | 幹事長       | みんなの党       |                                  |
| 代表         | 幹事長       | たちあがれ日本   |                                  |
| 代表         | 幹事長       | 新党改革         |                                  |
| 代表         | 幹事長       | 政党そうぞう     |                                  |
| 代表         | 幹事長       | 女性党           |                                  |
| 代表         | 幹事長       | 維新政党・新風   |                                  |
| 代表         | 幹事長       | 新党大地・真民主 |                                  |
| 代表         | 幹事長       | 日本のこころ     |                                  |
| 代表         | 幹事長       | 希望の党         |                                  |
| 代表         | 幹事長       | 立憲民主党       | 2017-2020                        |
| 代表         | 幹事長       | 立憲民主党       | 2020-                            |
| 代表         | 幹事長       | 日本維新の会     |                                  |
| 代表         | 幹事長       | れいわ新選組     |                                  |
| 代表         | 事務局長     | 参政党           |                                  |
| 代表         | 事務総長     | 日本保守党       |                                  |

### 主要政党の幹事長・書記局長

#### 与党
自由民主党
- 幹事長[注釈 2] - 森山裕
  - 幹事長代行 - 福田達夫
  - 幹事長代理 - 西銘恒三郎、永岡桂子、佐藤正久
  - 副幹事長 - 田中良生（筆頭）、中谷真一、宮内秀樹、山下貴司、山田賢司、加藤鮎子、西田昭二、尾崎正直、塩崎彰久、渡辺猛之、上野通子、長谷川岳、森屋宏、堀井巌、吉川有美
- 参議院自由民主党幹事長 - 松山政司
  - 幹事長代行 - 岡田直樹
  - 幹事長代理 - 佐藤正久
  - 副幹事長 - 渡辺猛之、上野通子、長谷川岳、江島潔、森屋宏、堀井巌、吉川有美、小鑓隆史、若林洋平、越智俊之

公明党
- 幹事長 - 西田実仁
  - 幹事長代行 - （空席）
- 参議院公明党議員団幹事長 - 石川博崇

#### 野党
立憲民主党
- 幹事長 - 小川淳也
  - 幹事長代行 - 手塚仁雄
  - 幹事長代理 - 寺田学、田名部匡代、松木謙公
  - 副幹事長 - 阿久津幸彦、稲富修二、近藤和也、落合貴之、源馬謙太郎、伊藤俊輔、荒井優、青山大人、石川香織、森本真治、勝部賢志、田島麻衣子
- 参議院幹事長 - 田名部匡代
  - 参議院幹事長代理 - 岸真紀子

日本維新の会
- 幹事長 - 中司宏
  - 幹事長代行 - 杉江友介（大阪府議会議員）
  - 幹事長代理 - 金村龍那
  - 副幹事長 - 梅村聡、石井苗子、池畑浩太朗、黒田征樹
  - 国会議員団幹事長 - 中司宏
  - 国会議員団幹事長代行 - 高木佳保里
  - 国会議員団幹事長代理 - 梅村聡、金村龍那
  - 国会議員団参議院幹事長 - 猪瀬直樹

国民民主党
- 幹事長 - 榛葉賀津也
  - 幹事長代行 - 川合孝典
  - 副幹事長 - 西岡秀子、竹詰仁
- 参議院幹事長 - 川合孝典

参政党
- 事務局長 - 神谷宗幣
  - 副事務局長 - 川裕一郎（前石川県議会議員）
- 国会議員団幹事長 - 安藤裕
  - 国会議員団幹事長代理 - 吉川里奈

れいわ新選組
- 幹事長 - 高井崇志
  - 副幹事長 - 阪口直人

日本共産党中央委員会
- 書記局長 - 小池晃
  - 書記局長代行 - 田中悠
  - 書記局次長 - 中井作太郎、堤文俊、土方明果、土井洋彦
  - 書記局員 - 岩崎明日香、大幡基夫、岡嵜郁子、坂井希、沢田博、田川実、田村一志、辻慎一、寺沢亜志也、藤井正人、藤田健、村主明子
- 参議院幹事長 - 井上哲士

日本保守党
- 事務総長 有本香（非議員）

社会民主党全国連合
- 幹事長 - 服部良一（元衆議院議員）

チームみらい
- 幹事長 高山聡史（非議員）

#### 地域政党・政治団体
大阪維新の会拡大執行役委員
- 幹事長 - 杉江友介
  - 幹事長代行 - 竹下隆（大阪市会議員）
  - 幹事長代理 - 杉村幸太郎（大阪市会議員）、西田浩延（堺市議会議員）、上田健二（大阪府議会議員）

都民ファーストの会執行部
- 幹事長 - 尾島紘平（東京都議会議員）
  - 幹事長代行 - 伊藤大輔（東京都議会議員）

沖縄社会大衆党中央執行委員会
- 書記長 - 当山勝利（沖縄県議会議員）

減税日本執行部
- 幹事長 - 大谷智洋（名古屋市会議員）
  - 幹事長代行 - 大村光子（名古屋市会議員）

幸福実現党役員会
- 幹事長 - 江夏正敏（非議員）

新社会党中央執行委員会
- 書記長 - 山崎秀一（非議員）
  - 副書記長 -  宮川敏一（非議員）

緑の党グリーンズジャパン運営委員
- 運営委員長 - 八木聡（元大町市議会議員）
  - 副運営委員長 - 漢人明子（東京都議会議員）、山田久美子（非議員）

自由を守る会
- 幹事長 - 渡辺大三（小金井市議会議員）

あたらしい党
- 幹事長 - 三次由梨香（江東区議会議員）

新党大地
- 幹事長 - （空席）

龍馬プロジェクト全国会事務局
- 幹事長 - 高岩勝人（前金沢市議会議員）
  - 副幹事長 - 日高章（愛知県議会議員）、溝口幸治（熊本県議会議員）

京都党
- 幹事長 - 大津裕太（京都市会議員）

## 欧州の政党の幹事長

### イギリス
保守党
イギリスの保守党には党組織や党運営の最高意思決定機関として党評議会が設置されており、そこに党幹事長（Chairman of the Party）と2名の党幹事長代行が置かれている。党幹事長は慣例により国会議員の中から党首が任命する。
党幹事長は党評議会の議長を兼務し、保守党政策フォーラム（CPFの運営機関）のメンバーのうち1名の党上級ディレクターの任命権を有する。また、保守党には党の組織活動の統括組織として保守党キャンペーン本部（Conservative Campaign Headquarters. CCHQ）があり、党幹事長は組織の監督を行い、運営に責任を負っている。なお、保守党キャンペーン本部（CCHQ）で日常の運営を行う事務方として事務局長（Chief Executive）が置かれている。
結党当初、保守党では院内幹事長によって党中央事務局が運営されていた。しかし、1911年に党首のアーサー・バルフォアが設置した統一組織委員会（Unionist Organization Committee）の中間報告により、院内幹事長の職務は院内組織の運営のみとなり、中央事務局を指導するポストとしてスタッフの指導的な役割を果たす党幹事長と資金調達に責任を持つ党財務局長（Party Treasurer）が新設された。統一組織委員会の中間報告では、党幹事長は閣僚級とすべきとされたが、人材不足や当時の派閥支配、党首の権威に対し潜在的なライバルになりかねないとして、1946年まで下級大臣級の処遇であったが、以後は影の内閣でも閣僚級の処遇である。
なお、党規約では、党幹事長の下に党幹事長代行（Deputy Chairman）が最低2名置かれ、一人は全国保守党協議会で議長に選出された者、一人は党首によって任命された者が就く。また、党幹事長代行より下位に党副幹事長（Vice Chairman）が置かれ、時々に応じて担当が決められ職務を分担している。

### ドイツ
ドイツにも幹事長を置く政党がある。
- キリスト教民主同盟
- キリスト教社会同盟
- ドイツ社会民主党

## ホイップ（院内幹事）
英米系諸国の議会にはホイップ（whip。鞭と同義）という役職があり（参照: 内閣 (イギリス)#院内幹事）、日本語では「院内幹事」と訳されている。院内幹事の起源は18世紀にあり、その長である院内幹事長の業務は次第に拡大していった。この職は、自党に属する議員が投票行動において党の決定に反さないように督励や調整を行う仕事である。院内幹事は党内では登院命令書（Whip）を送付して執行部とバックベンチャーとの連絡を行う役割があり、党首とバックベンチャーの意見調整を行う。また、院内幹事長は対外的には自党を代表して、法案の審議時間、委員会のポスト配分など議会での審議について与野党で協議を行う。会派の役職でありながら、かつ議会における公的な地位でもある点が、日本の政党の「党参院議員会長」「党参議院幹事長」などとは異なる。